# Jouy-le-Châtel
Jouy-le-Châtel és un municipi francès, situat al departament de Sena i Marne i a la regió d'Illa de França. L'any 2007 tenia 1.418 habitants.
Forma part del cantó de Provins, del districte de Provins i de la Comunitat de comunes del Provinois.

## Demografia

### Població
El 2007 la població de fet de Jouy-le-Châtel era de 1.418 persones. Hi havia 528 famílies, de les quals 120 eren unipersonals (40 homes vivint sols i 80 dones vivint soles), 156 parelles sense fills, 212 parelles amb fills i 40 famílies monoparentals amb fills.
La població ha evolucionat segons el següent gràfic:
Habitants censats

### Habitatges
El 2007 hi havia 628 habitatges, 532 eren l'habitatge principal de la família, 52 eren segones residències i 44 estaven desocupats. 539 eren cases i 85 eren apartaments. Dels 532 habitatges principals, 408 estaven ocupats pels seus propietaris, 108 estaven llogats i ocupats pels llogaters i 16 estaven cedits a títol gratuït; 7 tenien una cambra, 27 en tenien dues, 100 en tenien tres, 151 en tenien quatre i 248 en tenien cinc o més. 399 habitatges disposaven pel capbaix d'una plaça de pàrquing. A 202 habitatges hi havia un automòbil i a 265 n'hi havia dos o més.

### Piràmide de població
La piràmide de població per edats i sexe el 2009 era:
| Homes | Edats   | Dones |
| ----- | ------- | ----- |
| 0     | 95 o +  | 0     |
| 0     | 90 a 94 | 4     |
| 4     | 85 a 89 | 12    |
| 4     | 80 a 84 | 4     |
| 16    | 75 a 79 | 32    |
| 24    | 70 a 74 | 40    |
| 36    | 65 a 69 | 40    |
| 12    | 60 a 64 | 16    |
| 28    | 55 a 59 | 12    |
| 68    | 50 a 54 | 64    |
| 44    | 45 a 49 | 36    |
| 60    | 40 a 44 | 76    |
| 68    | 35 a 39 | 72    |
| 36    | 30 a 34 | 36    |
| 48    | 25 a 29 | 24    |
| 44    | 20 a 24 | 24    |
| 36    | 15 a 19 | 60    |
| 52    | 10 a 14 | 64    |
| 44    | 5 a 9   | 64    |
| 32    | 0 a 4   | 32    |

## Economia
El 2007 la població en edat de treballar era de 945 persones, 706 eren actives i 239 eren inactives. De les 706 persones actives 659 estaven ocupades (370 homes i 289 dones) i 47 estaven aturades (20 homes i 27 dones). De les 239 persones inactives 72 estaven jubilades, 93 estaven estudiant i 74 estaven classificades com a «altres inactius».

### Ingressos
El 2009 a Jouy-le-Châtel hi havia 537 unitats fiscals que integraven 1.465 persones, la mediana anual d'ingressos fiscals per persona era de 19.089 €.

### Activitats econòmiques
Dels 86 establiments que hi havia el 2007, 3 eren d'empreses extractives, 1 d'una empresa alimentària, 1 d'una empresa de fabricació d'elements pel transport, 7 d'empreses de fabricació d'altres productes industrials, 9 d'empreses de construcció, 19 d'empreses de comerç i reparació d'automòbils, 6 d'empreses de transport, 3 d'empreses d'hostatgeria i restauració, 5 d'empreses financeres, 5 d'empreses immobiliàries, 16 d'empreses de serveis, 9 d'entitats de l'administració pública i 2 d'empreses classificades com a «altres activitats de serveis».
Dels 18 establiments de servei als particulars que hi havia el 2009, 1 era una gendarmeria, 1 oficina de correu, 2 oficines bancàries, 2 tallers de reparació d'automòbils i de material agrícola, 1 paleta, 1 guixaire pintor, 1 fusteria, 3 lampisteries, 1 electricista, 1 perruqueria, 3 restaurants i 1 agència immobiliària.
Dels 5 establiments comercials que hi havia el 2009, 1 era una botiga de més de 120 m², 1 una botiga de menys de 120 m², 1 una fleca, 1 una peixateria i 1 una botiga de material de revestiment de parets i terra.
L'any 2000 a Jouy-le-Châtel hi havia 26 explotacions agrícoles que ocupaven un total de 2.583 hectàrees.

## Equipaments sanitaris i escolars
L'únic equipament sanitari que hi havia el 2009 era una farmàcia.
El 2009 hi havia una escola elemental.

## Poblacions més properes
El següent diagrama mostra les poblacions més properes.